# 袁易
袁易（1262年—1306年）字通甫，南宋平江長洲（今江苏苏州）人。
袁安後代。先世為官宦世家。南宋理宗景定三年（1262年）出生，工於詩，亦擅书画，書法學蘇軾。与龚璛、郭麟孙为“吴中三君子”。入元后不樂仕進。曾为徽州路石洞书院山长，不久歸隱。居吴淞、太湖间，藏書萬卷，皆親手校閱。元成宗大德十年（1306年）卒，享年四十五。有《静春堂诗集》。有子袁泰。

## 參書書目
- 黄溍：《袁通甫墓志铭》，《金华黄先生文集》卷三三